# Samanunu Cakobau-Talakuli
Adi Litia Samanunu Cakobau-Talakuli (* 1940; † 2012) war eine fidschianische Politikerin, Diplomatin und Häuptling. Sie war die älteste Tochter von Ratu Sir George Cakobau (dem letzten Vunivalu von Bau und Governor-General of Fiji). Talakuli diente in mehreren bedeutenden Ämtern in der Regierung von Fidschi. Sie war Minister for iTaukei Affairs (1994, 1995) und galt 1997 als Kandidatin für die Vizepräsidentschaft. Sie war auch Fidschis High Commissioner in Malaysia und Botschafterin in Thailand und bei der Wirtschafts- und Sozialkommission für Asien und den Pazifik (1999)
Im Juni 2006 wurde sie in den Senate of Fiji berufen als eine von neun Nominierten der Regierung. Außerdem wurde sie in das Kabinett berufen als Minister without portfolio. Als ältestes Kind des letzten Vunivalu von Bau galt sie als oberster Häuptling der Kubuna-Konföderation; als Frau war sie jedoch kein Mitglied des Great Council of Chiefs (Bose Levu Vakaturaga).

## Familie
Talakuli war die älteste Tochter von Ratu Sir George Cakobau und ihre Geschwister sind unter anderem Ratu Epenisa Seru Cakobau (Halbbruder), Ratu George Cakobau, Jr und Adi Litia Qalirea Cakobau. Sie war mit Manasa Talakuli verheiratet, dem ersten Fidschianer der in die British Army aufgenommen wurde.